# Hilda Oakeley
Pour les articles homonymes, voir Oakeley.
Hilda Diana Oakeley (12 octobre 1867 - 7 octobre 1950) est une philosophe et universitaire britannique. Pionnière de la British Federation of University Women, elle en est la vice-présidente de 1909 à 1950.

## Biographie
Hilda Oakeley naît en 1867 à Durham, dans une fratrie de cinq enfants, fille d'Evelyn Oakeley qui appartient à une famille de la petite noblesse du Shropshire, et de son épouse Caroline Howley Turner. Son arrière-grand-père paternel, Charles Oakeley (en) est gouverneur de Madras de 1790 à 1794 et son arrière-grand-père maternel, John Belli, est secrétaire de Warren Hastings. Son oncle paternel est le compositeur Herbert Oakeley. Son père est inspecteur des écoles, à Durham, puis promu inspecteur en chef à Manchester en 1878. la famille d'Hilda Oakeley s'installe à Manchester et elle fait ses études secondaires au Ellerslie Ladies' College de cette ville. La famille s'installe à Londres en 1885. Elle refuse la proposition de son père de poursuivre ses études à Newnham College, Cambridge, et elle suit des cours privés de philosophie et psychologie à Londres. Elle suit les cours du philosophe Bernard Bosanquet et, après avoir obtenu un prix pour un essai sur Aristote et la démocratie, les examinateurs la persuadent de poser sa candidature à l'université d'Oxford.
Elle a 27 ans, en 1894, lorsqu'elle s'inscrit au Somerville College d'Oxford en lettres classiques. Elle est membre des « Associated Prigs », un groupe de discussion qui se réunit le dimanche soir, et dont les fondatrices sont notamment Edith Marvin, Mildred Pope et Eleanor Rathbone. Margery Fry est également membre du groupe. Elle obtient une mention très bien à ses examens en 1898, mais Oxford ne délivre pas de diplômes aux femmes jusqu'en 1920 date à laquelle l'université lui confère un master. Elle enseigne quelque temps au Morley College, puis elle devient la première directrice du nouveau Royal Victoria College de l'université McGill, un collège résidentiel pour femmes à Montréal, qu'elle va mettre en place sur le modèle de Somerville College. Elle enseigne la philosophie à la faculté des arts et, en 1900, elle prononce la conférence universitaire annuelle de McGill intitulée « History and Progress ». L'université McGill lui confère un master. Elle suit un semestre de cours d'été de psychologie à l'université de Chicago, et visite Hull House, le centre créé à Chicago par la réformatrice sociale Jane Addams. Elle visite également les universités pour femmes américaines.
Elle retourne en Angleterre en 1905, et est nommée maître de conférences en philosophie auprès d'étudiantes à Manchester. Mais elle se satisfait mal des faibles possibilités d'enseignement dans ce cadre et, en 1907, elle prend le poste de directrice du King's College for Women (KCW), à l'université de Londres, ainsi que de maître de conférences en philosophie. Lorsqu'en 1910, le collège est incorporé et le département pour les femmes ferme, elle conserve ses fonctions de warden et un poste de chargée de cours à temps partiel en philosophie à King's College. Le KCW cesse d'exister en 1914, laissant place ultérieurement au King's College of Household ans Social Science puis au Queen Elizabeth College (en). Elle démissionne en 1915 de ses fonctions de warden et, durant la Première Guerre mondiale, travaille comme warden au Passmore Edwards Settlement (en). En 1921, elle est nommée maître de conférences en philosophie. Elle obtient un doctorat (DLitt) de l'université de Londres en 1928. Elle fait fonction de directrice du département de philosophie de 1925 à 1930 puis elle est directrice en 1931. Elle prend sa retraite en 1931.
Hilda Oakeley est l'autrice d'une quarantaine d'articles de philosophie, sur le temps, l'histoire, l'éthique, la philosophie politique et l'idéalisme. Elle publie six ouvrages, ainsi que ses mémoires, My Adventures in Education (1939), et un recueil de poésie, A Philosopher's Rhyme and other Stray Verses (1937).
Elle est présidente de l'Aristotelian Society (en) de 1940 à 1941 et vice-présidente de la British Federation of University Women de 1909 jusqu'à sa mort.
Elle meurt à son domicile de Westminster, à Londres le 7 octobre 1950.

## Publications

### Ouvrages
- History and Progress, and other Essays and Addresses (1923)
- Greek Ethical Thought (1925)
- A Study in the Philosophy of Personality (1928)
- History and the Self (1934)
- A Philosopher's Rhyme and other Stray Verses (1937)
- The False State (1937)
- My Adventures in Education (1939)
- Should Nations Survive? (1942)

### Articles
- A Study in the Philosophy of Personality. Journal of Philosophical Studies 5 (1930) :296-297.
- Time and the self in Mctaggart's system. Mind 39 (154) 1930:175-193.
- How Is History Possible? The Presidential Address. Proceedings of the Aristotelian Society 41 (1940):i-xviii.
- Mind in Nature. Philosophy 20 (75) 1945:31 - 38.